# Il postino Pat
Il postino Pat (Postman Pat nell'originale inglese) è una serie d'animazione britannica realizzata con la tecnica della stop motion. La serie è rivolta a un pubblico di bambini in età pre-scolare e racconta le avventure di Pat, un postino dell'immaginario paese di Greendale, quest'ultimo ispirato alla vallata inglese di Longsleddale nella Cumbria.
La prima serie, inedita in Italia, fu trasmessa nel 1981 dalla BBC. John Cunliffe scrisse i soggetti mentre la regia fu affidata a Ivor Wood. Nel 1996 fu prodotta una seconda serie di 13 episodi, anch'essa inedita in Italia, nella quale compare, per la prima volta, la famiglia di Pat. Nel 2003 una nuova versione della serie fu prodotta dalla Cosgrove Hall, trasmessa in Italia nel novembre del 2004 su RaiSat Ragazzi (successivamente replicata nell'ottobre 2005 su Rai 3 e nel novembre 2006 su Rai Yoyo), dove Pat è addetto a un fittizio "Servizio consegne speciali", dato che nel 2000 la Royal Mail, il servizio postale inglese, non aveva rinnovato la concessione per l'utilizzo della sua immagine.

## Trama
Ogni episodio segue le vicende di Pat, un "amichevole postino di campagna", nella consegna della posta a Greendale. Accompagnato dal suo gatto Jess ritira inizialmente la corrispondenza e inizia le sue consegne ma viene distratto da queste a seguito di qualche richiesta particolare degli abitanti del paese e così si deve adoperare per rimettere a posto la situazione ingarbugliata che si viene a creare.
Nella nuova serie "Servizio consegne speciali" la scena si sposta nel paese di Pencaster e Pat deve recapitare, anziché lettere, pacchi speciali contenenti gli oggetti più disparati (una torta di compleanno, un blocco di ghiaccio ecc.); come nelle altre serie il trasporto si rivelerà più difficile del previsto ma, anche grazie ai nuovi mezzi di cui dispone (un elicottero, un furgone più grande e una motocicletta con il sidecar) riesce sempre a portare il pacco a destinazione.

## Luoghi e personaggi
I luoghi dove si svolgono le storie di Pat sono inventati anche se, data la nazionalità della casa di produzione, sono situati in Inghilterra, in particolare tra la Cumbria e il North Yorkshire.
Greendale è un animato paese situato in collina con tutte le strutture tipiche: l'ufficio postale della signora Goggins, dove Pat prende la posta da recapitare, la stazione ferroviaria, la chiesa parrocchiale, la scuola, i ristoranti e i pub. Nelle prime due serie le strade della contea sono spesso ventose o ricoperte di neve, fattori questi che provocano dei problemi per Pat nella consegna della corrispondenza.
Pencaster, il paese dove è ambientata la serie "Consegne speciali" è invece una moderna cittadina che si trova a poca distanza da Greendale. Situata sul lungomare, ha una piazza del mercato nel centro circondata da negozi, case, una grande stazione ferroviaria e un molo.

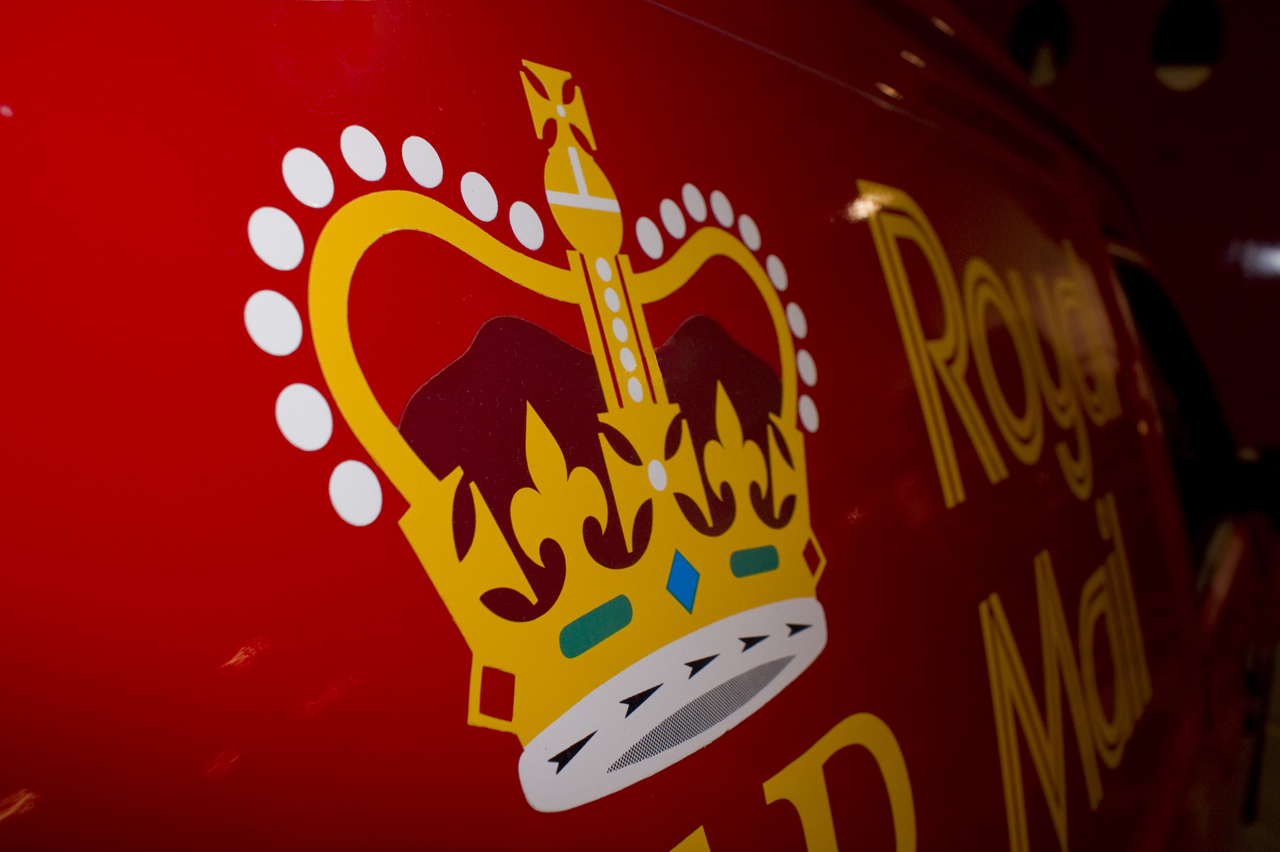
Il simbolo della Royal Mail

Il protagonista della serie è Patrick Clifton (per gli amici Pat), postino di Greendale e, in seguito, addetto alle consegne speciali. È sempre accompagnato dal gatto bianco e nero Jess che spesso lo aiuta a togliersi dai guai anche se, in alcuni episodi, capita che invece sia lo stesso Jess a combinare qualche guaio. Pat vive a Greendale con la moglie Sara e il figlio di sei anni Julian.
Attorno al protagonista si muovono tutta una serie di personaggi che, con modi stereotipati, riproducono varie categorie sociali: il curato di campagna, il meccanico-inventore, il fattore sempliciotto e sua moglie, il poliziotto integerrimo ma un po' imbranato, il ferroviere immigrato indiano, ecc.

### I veicoli della serie
Il furgone della prima serie è un veicolo basato sul modello di un Bedford HA con la targa Pat 1. Nella prima puntata il simbolo sul furgone è una corona generica ispirata a quella della Royal Mail. In seguito, con la concessione dei diritti da parte di quest'ultima, il simbolo ricalca quello originale delle poste inglesi.
Negli ultimi episodi Pat utilizza un pulmino che può trasportare anche dei passeggeri e che viene dipinto di giallo per utilizzarlo come scuolabus.
Nella serie "Servizio consegne speciali" Pat utilizza un furgone rosso con una striscia gialla senza indicazione della Royal Mail (che aveva nel frattempo revocato l'autorizzazione), più grande di quello utilizzato nelle prime serie. Dispone inoltre di un furgone più piccolo, simile a quello delle prime serie, di una motocicletta con sidecar e di un elicottero.

### Personaggi
Patrick "Pat" Clifton: È il postino prima di Greendale e successivamente di Pencaster. Pat è un uomo gentile, amichevole e molto dedito al lavoro ma allo stesso tempo abbastanza pasticcione, spesso infatti lo si vede combinare guai ed avere dimenticanze, allo stesso tempo è un padre molto amorevole e tiene molto alla sua famiglia.
Sara Clifton: Moglie di Pat, è la proprietaria del bar principale di Greendale. Sara è una donna paziente, di buon cuore ed energica, alle volte un po' sbadata come il marito ma allo stesso tempo è una madre molto amorevole e tiene molto alla sua famiglia. È un'ottima cuoca.
Julian Clifton: Figlio di Pat e Sara. Julian è un bambino di 6 anni allegro e molto attivo, alle volte abbastanza indisciplinato: racconta diverse bugie ai genitori e spesso lo si vede giocare animatamente con i suoi due migliori amici: Charlie e Bill. Ha una profonda ammirazione verso Pat e tiene moltissimo a Jess. Neera sembra avere una cotta per lui.
Reverendo Peter Timms: È il parroco di Greendale. Il reverendo Timms è un uomo gentile e molto saggio, tiene molto ai bambini di Greendale e appare sempre molto indaffarato. Organizza spesso varie attività all'interno della cittadina ed è sempre molto disponibile con tutti gli abitanti.
Agente Arthur Selby: Nonostante il ruolo di poliziotto e l'aspetto burbero, l'agente Selby è un uomo ironico e amichevole ma allo stesso tempo abbastanza imbranato, non riesce a fare nessuna cosa di tipo manuale e infatti lo si vede sempre in difficoltà quando c'è da fare questo tipo di lavori. È il padre di Lucy e tiene molto a lei, soprattutto per il fatto che è rimasto vedovo. Sembra abbia una cotta per la Dottoressa Gilbertson.
Sig.ra Goggins: Proprietaria dell'ufficio postale di Greendale, la signora Goggins era la postina di Greendale prima di Pat. Donna molto amorevole ma allo stesso tempo un po' smemorata, la signora Goggins è, a detta di tutti, la miglior cuoca di tutta Greendale e la sua torta di mele è ben apprezzata da tutti gli abitanti. È molto religiosa, infatti è molto amica del Reverendo Timms ed ha una cagnolina molto dispettosa di nome Bonnie, alla quale però è molto legata.
Theodore "Ted" Glenn: Theodore, chiamato da tutti Ted, è un uomo tranquillo e, di aspetto, taciturno ma allo stesso tempo molto simpatico e disponibile. Nonostante si ritrovi spesso ad aiutare Pat e l'agente Selby con i loro disastri nei lavori manuali è anche lui alle volte piuttosto impacciato nonostante sia un ottimo meccanico e molto abile nel riparare i vari motori. Tiene molto al suo trattore.
Alfred "Alf" Thompson: Alf è il pastore di Greendale, un uomo umile, genuino e di buon cuore. È sposato con Dorothy, che gestisce l'orto della loro casa, ed è il padre di Bill. Tiene molto alle sue pecore anche se deve sempre far fronte davanti a Daisy, la pecora più dispettosa del suo branco.
Benjamin "Ben" Taylor: Marito di Lauren e padre di Lizzy, Ben gestisce la scuola di Greendale e, insieme alla moglie, quella di Pencaster. Molto paziente e pacato, rispetto alla moglie si dimostra più capace a gestire l'emozione ma allo stesso tempo più impacciato. Molto amato e rispettato da tutti i bambini e gli abitanti, è molto ammirato soprattutto dalla figlia Lizzy.
Jeff Pringle: il primo insegnante della scuola di Greendale e padre di Charlie. È molto allegro e avventuroso, ma anche magistrale.
Lauren Taylor: Nelle prime serie la si vede raramente poiché lavora nella scuola di Pencaster, successivamente gestirà la scuola della cittadina insieme a Ben, che si era trasferito da Greendale. Donna dolce e dal carattere materno, tiene molto alla figlia Lizzy allo stesso tempo però è estremamente sensibile e maldestra, spesso infatti è Pat, insieme a Ben, a risolvere i suoi problemi.
Dottoressa Gilbertson: Medico di Greendale e Pencaster, è la madre di Sarah, sembra avere una cotta per l'agente Selby.
AJ Bains: Di origini indiane, è il ferroviere di Greendale, marito di Neesha e padre di Neera. AJ è un uomo molto solare e dal carattere giovanile, spesso lo si vede collaborare con Pat nella distribuzione delle lettere.
Neesha Bains: Neesha è una bella donna di origini indiane, moglie di AJ e madre di Neera. Molto abile ai fornelli, è molto amica di Sara, Dorothy e la dottoressa Gilbertson.

## Ideazione
Cunliffe, intervistato sulla serie, ha detto di avere scelto il personaggio di un postino poiché voleva un personaggio che potesse visitare la campagna e interagire con molte persone diverse. L'ispirazione per l'ufficio postale proviene da quello che si trova sulla Strada Kendal al numero 10 del paese di Greenside, dove viveva Cunliffe quando stava scrivendo il soggetto originale. L'ufficio postale è stato chiuso nel 2003.
Cunliffe ha sempre ribadito che il personaggio e il villaggio non erano basati su nessun luogo o persona in particolare. Nel 2015 ha comunque affermato che "L'anno scorso ho conosciuto una mezza dozzina di persone che sostenevano di essere stati l'ispirazione per il personaggio di Pat."

## Doppiaggio
| Personaggio           | Doppiatore originale                             | Doppiatore italiano                               |
| --------------------- | ------------------------------------------------ | ------------------------------------------------- |
| Pat Clifton           | Ken Barrie                                       | Gianluca Tusco (st.3-6) Franco Mannella (st.7-8)  |
| Sara Clifton          | Carole Boyd                                      | Claudia Balboni                                   |
| Julian Clifton        | Janet James                                      | Ilaria Stagni (st.3-6) Gaia Bolognesi (st.7-8)    |
| Reverendo Peter Timms | Ken Barrie                                       | Oreste Lionello (st.3-6) Giorgio Lopez (st.7-8)   |
| Ted Glen              | Ken Barrie (1ª voce), Bradley Clarkson (2ª voce) | Oreste Rizzini (st.3-6) Paolo Marchese (st.7-8)   |
| Sig.ra Goggins        | Carole Boyd                                      | Alessandra Korompay                               |
| Nonna Dryden          | Ken Barrie                                       | Cristina Grado                                    |
| Ben Taylor            | Lewis MacLeod                                    | Luca Lionello (st.3-6) Stefano Brusa (st.7-8)     |
| Agente Arthur Selby   | Ken Barrie                                       | Angelo Nicotra (st.3-6) Ambrogio Colombo (st.7-8) |
| Lauren Taylor         | Janet James                                      | Cristiana Lionello                                |
| Charlie Pringle       | Carole Boyd                                      | Tatiana Dessi                                     |
| Lucy Selby            | Janet James                                      | Perla Liberatori                                  |
| Tom Pottagge          | Ken Barrie (1ª voce) Carole Boyd (2ª voce)       | Patrizia Salerno                                  |
| Alf Thompson          | Ken Barrie (1ª voce), Lewis MacLeod (2ª voce)    |                                                   |
| Bill Thompson         | Carole Boyd                                      | Alessandro Vanni                                  |
| Meera Bains           |                                                  | Alessia Lionello                                  |
| Sarah Gilbertson      | Carole Boyd                                      | Eliana Lupo                                       |
| Lizzy Taylor          |                                                  | Francesca Zavaglia                                |
| Voce narrante         | Ken Barrie                                       |                                                   |

## Episodi
| Stagioni         | Episodi | Prima TV Regno Unito |
| ---------------- | ------- | -------------------- |
| Prima stagione   | 13      | 1981-1982            |
| Seconda stagione | 13      | 1997                 |
| Terza stagione   | 26      | 2004                 |
| Quarta stagione  | 26      | 2006                 |
| Quinta stagione  | 28      | 2007                 |
| Sesta stagione   | 26      | 2008                 |
| Settima stagione | 26      | 2013                 |
| Ottava stagione  | 26      | 2016-2017            |
| Speciali         | 12      | 1990-2006            |

## Altri media
Il Longleat Safari Park, un parco tematico situato tra Bath e Salisbury, aveva una riproduzione all'aperto del villaggio di Greendale, tra cui l'ufficio postale, la casa di Pat e la stazione ferroviaria. Aveva anche un modello in miniatura di Greendale. È stato installato durante gli anni '90 e trasferito nel 2008 in preparazione di una nuova area per gli animali ed è stato rinnovato una terza volta per il 2013. L'attrazione è stata chiusa alla fine del 2015 e rimossa definitivamente nel 2016.
Sono stati creati dei videogiochi basati ufficialmente sul postino Pat:
- Postman Pat's Trail Game (1984)
- Postman Pat (1989)
- Postman Pat 2 (1989)
- Postman Pat 3: To the Rescue (1992)
- Postman Pat: Package of Fun (2002)
- Postman Pat Activity Centre (2003)
- Postman Pat and the Greendale Rocket (2007)
- Postman Pat: Special Delivery Service (2009)

### Il film
Il film di animazione computerizzata in 3D Postino Pat - Il film (Postman Pat: The Movie - You Know You're the One) è uscito nel 2014. Nella versione originale in lingua inglese Pat è doppiato da Stephen Mangan; al doppiaggio parteciparono anche David Tennant, Rupert Grint e Jim Broadbent. Nella versione italiana, uscita il 1º gennaio 2015, la voce di Pat è di Max Tortora.